# نوربيرتو كوند
نوربيرتو كوند (بالإسبانية: Norberto Conde)‏ هو لاعب كرة قدم أرجنتيني في مركز الهجوم، ولد في 14 مارس 1931 في بوينس آيرس في الأرجنتين، وتوفي بنفس المكان في 8 سبتمبر 2014. لعب مع أتلتيكو أتلانتا وفيليز سارسفيلد.

## وصلات خارجية
- نوربيرتو كوند على موقع قاعدة بيانات كرة القدم.إي يو (الإنجليزية)
- نوربيرتو كوند على موقع ناشيونال فوتبول تيمز (الإنجليزية)
- نوربيرتو كوند على موقع عالم كرة القدم.نت (الإنجليزية)